# Handsome and Wealthy
Handsome and Wealthy è un singolo del gruppo musicale statunitense Migos pubblicato il 25 febbraio 2014.

## Tracce
1. Handsome and Wealthy – 3:30